# Референдуми в Обединеното кралство
Референдумите в Обединеното кралство по традиция се случват рядко, тъй като в сила е принципът за парламентарен суверенитет. До този момент са се провели три британски референдума. Първият касае членството в Европейската икономическа общност от 1975 година, вторият е за приемането на алтернативна изборна система на парламентарните избори през 2011 година, а третият е за това дали държавата да остане в Европейския съюз през 2016 година.
Британското правителство провежда десет големи референдума в съставните страни (Англия, Шотландия, Уелс и Северна Ирландия) по различни теми. Те включват: деволюцията, суверенитета и независимостта. Първият е за суверенитета на Северна Ирландия (от 1973 година), през 2014 година има референдум за независимостта на Шотландия, а през 2016 - за оставане или напускане на Европейския съюз, станал известен като Брексит.
Освен това местните власти провеждат различни референдуми, по въпроси като трезвеността и прекия избор на кметове.
|  | Тази страница частично или изцяло представлява превод на страницата Referendums in the United Kingdom в Уикипедия на английски. Оригиналният текст, както и този превод, са защитени от Лиценза „Криейтив Комънс – Признание – Споделяне на споделеното“, а за съдържание, създадено преди юни 2009 година – от Лиценза за свободна документация на ГНУ. Прегледайте историята на редакциите на оригиналната страница, както и на преводната страница, за да видите списъка на съавторите. ВАЖНО: Този шаблон се отнася единствено до авторските права върху съдържанието на статията. Добавянето му не отменя изискването да се посочват конкретни източници на твърденията, които да бъдат благонадеждни. |